# Yangi Qala (distrikt)
Yangi Qala är ett distrikt i Afghanistan. Det ligger i provinsen Takhar, i den nordöstra delen av landet, 300 kilometer norr om huvudstaden Kabul. Administrativ huvudort är Yangi Qala.
Distriktet beräknades år 2022 ha cirka 53 000 invånare.